# Булун (Булунский улус)
Булун (якут. Булуҥ) — упразднённое село в Булунском улусе Якутии России. Ликвидировано в 1957 году.

## История
Было расположено напротив ныне существующего села Кюсюр, в устье реки Булун, за Северным полярным кругом, на левом берегу реки Лены, в 120 км к юго-западу от посёлка Тикси.
На кладбище сохранилась могила Я. Ф. Санникова.

## Население
На 1891 год в поселении Булун Верхоянского округа Якутской области было 35 жителей, позже — 15 дворов и 65 жителей обоего пола.

## Инфраструктура
В конце 19 века действовали: церковь Михаила Архангела, сельское училище, инородческая управа и запасный хлебный магазин